# Stellosetifera malaysiana
Stellosetifera malaysiana är en svampart som beskrevs av Matsush. 1996. Stellosetifera malaysiana ingår i släktet Stellosetifera och familjen Pseudoperisporiaceae.   Inga underarter finns listade i Catalogue of Life.